# Metropolia Dżakarty
Metropolia Dżakarty – jedna z 10 metropolii Kościoła Rzymskokatolickiego w Indonezji. Została erygowana 3 stycznia 1961.

## Diecezje
- Archidiecezja dżakarcka
  - Diecezja Bandung
  - Diecezja Bogor

## Metropolici
- Adrianus Djajasepoetra (1953–1970)
- Leo Soekoto (1970–1995)
- Julius Riyadi Darmaatmadja (1996–2010)
- Ignatius Suharyo Hardjoatmodjo (od 2010)